# ایریزار
ایریزار (انگلیسی: Irizar) شرکت اتوبوس‌سازی اسپانیایی است، که در سال ۱۸۸۹ تأسیس شد.